# Pârâul Neamțului
Pârâul Neamțului este un curs de apă, afluent al râului Mraconia. 